# 중화민국 제10대 입법위원 목록
| < |  |  | 위원명부 \| 선거구별 \| 정당별 |  | 11 | > |
| < |  |  |                                |  | 11 | > |

중화민국 제10대 입법위원 목록
- 제10대 입법위원 선거일 : 2020년 1월 11일
- 제10대 입법위원 임기 : 2020년 2월 1일 ~ 2024년 1월 31일

다음은 제10대 총선 및 재보궐선거에서 당선된 중화민국 제10대 입법위원 명단이다.

## 가나다순 보기
바로가기:
가 나
다 라
마 바
사 아
자 차
카 타
파 하

## 가
가오자위 - 가오진쑤메이 - 가오훙안 - 관비링 - 궈궈원

## 라
라이루이룽 - 라이샹링 - 라이스바오 - 라이핀위 - 라이후이위안 - 랴오궈둥 - 랴오완루 - 루밍저 - 뤄메이링 - 뤄밍차이 - 뤄즈정 - 뤼위링 - 류스팡 - 류자오하오 - 류젠궈 - 리구이민 - 리더웨이 - 리쿤쩌 - 린다이화 - 린더푸 - 린수펀 - 린쓰밍 - 린원루이 - 린웨이저우 - 린이진 - 린이화 - 린쥔셴 - 린징이 - 린창쭤 - 린추인

## 마
마원쥔

## 사
선파후이 - 셰이펑 - 쉬수화 - 쉬즈룽 - 쉬즈제 - 쑤전칭 - 쑤즈펀 - 쑤차오후이

## 아
양야오 - 양충잉 - 완메이링 - 왕딩위 - 왕매이후이 - 왕완위 - 왕훙웨이 - 우리화 - 우빙루이 - 우신잉 - 우쓰화이 - 우이딩 - 우위친 - 우치밍 - 원위샤 - 웡충쥔 - 위톈 - 유시쿤 - 유위란

## 자
자오정위 - 자오톈린 - 장랴오완젠 - 장완안 - 장위메이 - 장융창 - 장치루 - 장치천 - 장훙루 - 저우춘미 - 정리원 - 정윈펑 - 정정첸 - 정치루 - 정톈차이 - 중자빈 - 좡루이슝 - 좡징청 - 쩡밍쭝

## 차
차이비루 - 차이스잉 - 차이이위 - 차이치창 - 차이페이후이 - 천밍원 - 천보웨이 - 천쉐성 - 천슈바오 - 천쑤웨 - 천어우포 - 천완후이 - 천위전 - 천이신 - 천잉 - 천자오화 - 천징민 - 천차오밍 - 천팅페이 - 천페이위 - 추셴즈 - 추이잉 - 추즈웨이 - 추천위안 - 추타이위안

## 카
커젠밍 - 쿵원지

## 타
탕후이전

## 파
판윈 - 페이훙타이 - 푸쿤치

## 하
허신춘 - 허즈웨이 - 황궈수 - 황슈팡 - 황스제 - 훙멍카이 - 훙선한